# Kościół Matki Bożej Królowej Polski w Świebodzicach
Kościół Matki Bożej Królowej Polski – rzymskokatolicki kościół parafialny należący do dekanatu Świebodzice diecezji świdnickiej. Znajduje się w dzielnicy Ciernie.

## Historia
Świątynia powstała około 1875 roku jako ewangelicka kaplica cmentarna. Po II wojnie światowej została zniszczona i ograbiona. W 1978 roku ksiądz Daniel Dąbrowski rozpoczął gruntowną odbudowę kaplicy. Dzięki staraniom księdza powstała jednonawowa budowla posiadająca prostą konstrukcję oraz niewysoką wieżę na planie kwadratu zwieńczoną dachem hełmowym. Odbudowana świątynia została poświęcona w dniu 3 listopada 1991 roku przez biskupa Jana Tyrawę. W dniu 30 czerwca 1992 roku, dzięki decyzji legnickiej kurii biskupiej, został powołany przy kościele Samodzielny Ośrodek Duszpasterski, a w dniu 25 grudnia 1994 roku przy świątyni powstał rektorat pod wezwaniem Matki Bożej Królowej Polski. W dniu 26 listopada 2000 roku kościół, dzięki decyzji biskupa Tadeusza Rybaka, został mianowany świątynią parafialną.

## Wystrój
Świątynia posiada drewniane elementy wystroju. W pięciobocznym prezbiterium są umieszczone dwa witraże – jeden z nich upamiętnia pielgrzymkę Jana Pawła II do Polski w 1991 roku, a drugi – kardynała Henryka Gulbinowicza. Pozostałe szklane mozaiki przedstawiają męczennice wczesnochrześcijańskie: św. Małgorzatę, św. Łucję, św. Barbarę, św. Apolonię, św. Julianę oraz św. Katarzynę. W drewnianym ołtarzu głównym znajduje się obraz Matki Bożej Czarnej Madonny.